# Herzog-Friedrich-Straße
Die Herzog-Friedrich-Straße ist die zentrale Straße durch die Innsbrucker Altstadt. Sie ist nach Herzog Friedrich IV. „mit der leeren Tasche“ benannt.

## Verlauf
Die Herzog-Friedrich-Straße beginnt an der Innbrücke und verläuft in deren Verlängerung Richtung Osten in die Altstadt. Beim Goldenen Dachl knickt sie annähernd im rechten Winkel ab und führt weiter nach Süden, wo sie an der Querung von Markt- und Burggraben (dem ehemaligen Stadtgraben) in die Maria-Theresien-Straße übergeht. Im zentralen Bereich um das Goldene Dachl und den Stadtturm ist sie platzartig erweitert. Dieser Bereich wurde früher als Stadtplatz bezeichnet, trägt aber heute nicht offiziell diesen Namen. Beim Goldenen Dachl führt die Hofgasse nach Westen zur Hofburg und die Pfarrgasse nach Norden zum Dom. Weitere Querstraßen sind die Kiebachgasse, die Seilergasse, die Riesengasse und die Stiftsgasse.

## Geschichte
Wie der Grundriss der gesamten Altstadt geht die Herzog-Friedrich-Straße auf die Gründungszeit der Stadt im 12. Jahrhundert zurück. Spätestens seit der Herrschaft der Grafen von Tirol (ab 1248) verläuft sie in der heutigen Form. Den Abschluss im Osten bildete das 1790 abgebrochene Inntor, im Süden das 1765 abgebrochene Vorstadttor.
Ihr heutiges Aussehen erhielt die Straße zu Beginn der Neuzeit. Nach mehreren Stadtbränden wurden die früher teilweise aus Holz bestehenden Häuser ab etwa 1500 in der Inn-Salzach-Bauweise ganz aus Stein errichtet. Mit ihrem zwischen Gotik und Renaissance liegenden Stil prägte insbesondere die von Herzog Siegmund nach Innsbruck berufene Baumeisterfamilie Türing das Stadtbild. Zur Erweiterung des Wohnraums wurde das erste Obergeschoß in den Straßenraum vorgezogen, wodurch darunter offene Bögen, die charakteristischen Lauben entstanden, die häufig mit Fresken geschmückt wurden.
1972 wurde die Herzog-Friedrich-Straße mit der gesamten Altstadt zur Fußgängerzone.

## Name

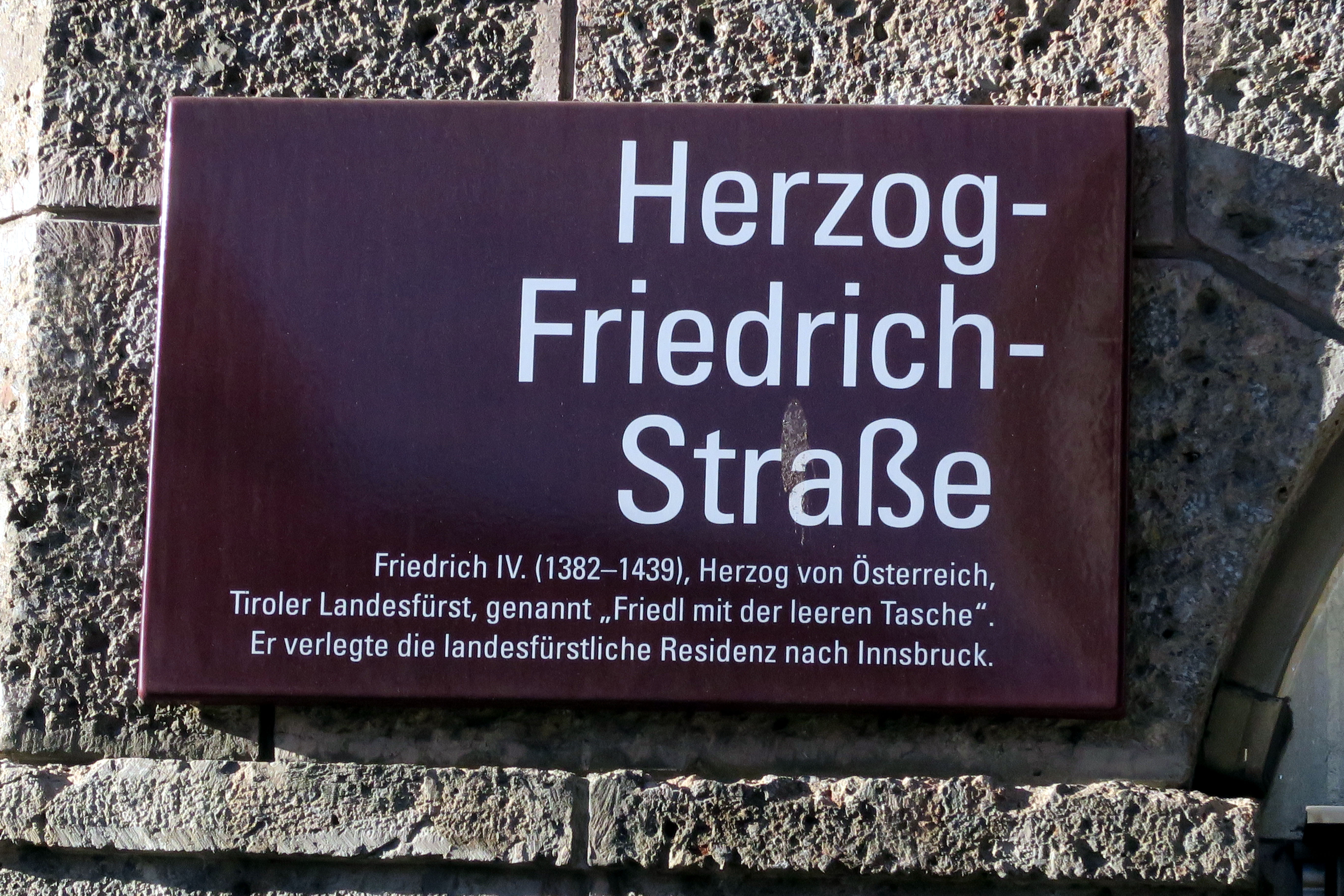
Straßenschild mit Angaben zum Namensgeber

Nach den Vorbauten der Läden, die die Kaufleute im Erdgeschoß ihrer Wohnhäuser betrieben, hieß die Straße ursprünglich Chramgasse oder Unter den Chramen, sie wurde aber auch als Gemeine Straße oder um 1840 bei Johann Jakob Staffler als Hauptgasse bezeichnet, der Richtung Innbrücke führende Abschnitt auch als Inntorgasse. Die Erweiterung vor dem Goldenen Dachl hieß Oberer Stadtplatz, der Bereich vor der Ottoburg Unterer Stadtplatz. 1873 beschloss der Bürgerausschuss (Gemeinderat) die Umbenennung in Herzog-Friedrich-Straße. Der Zusatzantrag, den westlichen Teil in Erinnerung an Andreas Hofer und seine Ansprache aus einem Fenster des Goldenen Adlers Sandwirtsstraße zu nennen, wurde abgelehnt.
Der Tiroler Landesfürst Friedrich IV. ist mit der Stadt eng verbunden. Er ließ 1420 die landesfürstliche Residenz von Meran nach Innsbruck verlegen und zwei Bürgerhäuser am Stadtplatz zum Neuen Hof umbauen. In der volkstümlichen Überlieferung gilt er auch als Erbauer des Goldenen Dachls, das jedoch erst 1494/96 Maximilian I. errichten ließ.

## Nutzung

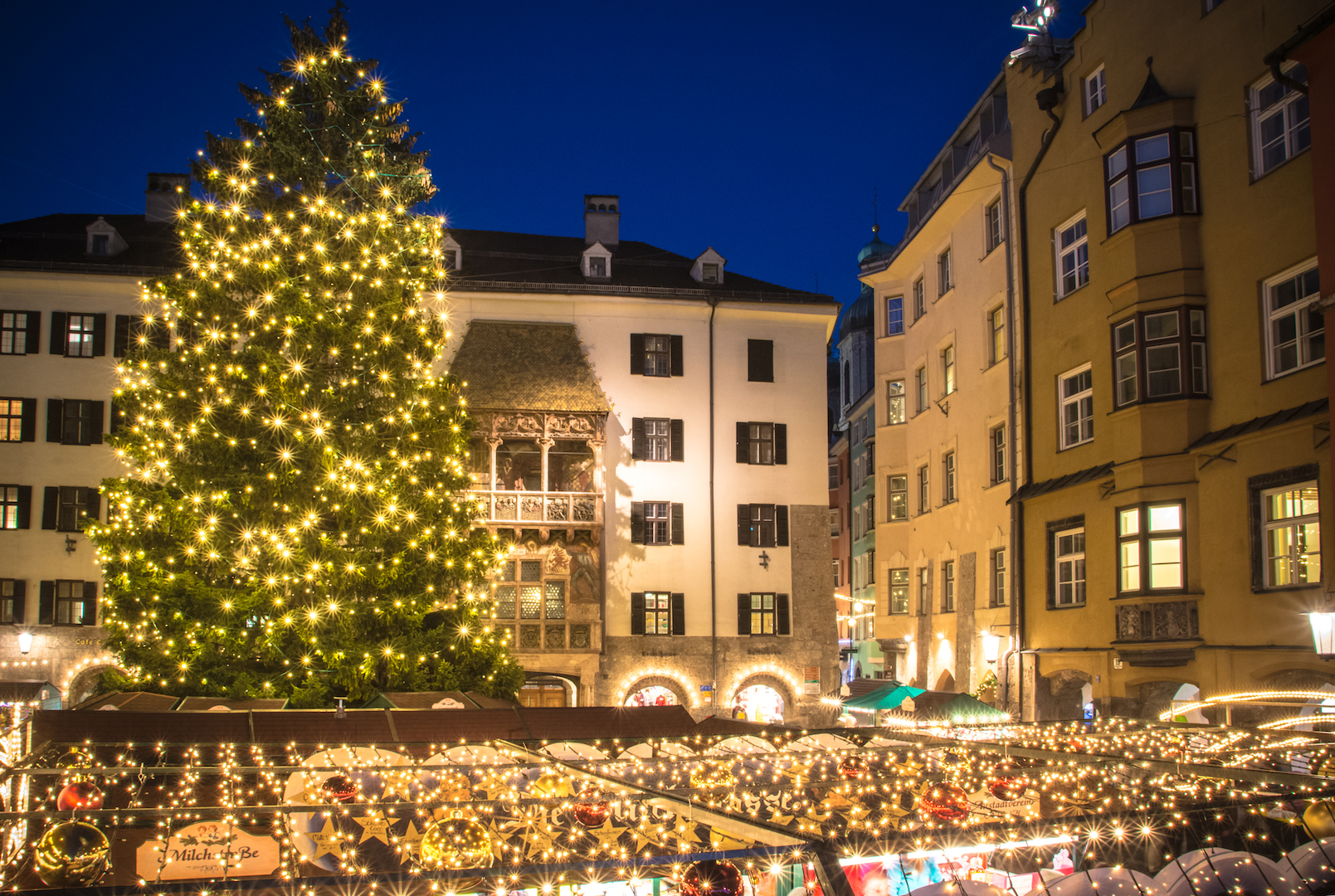
Christkindlmarkt vor dem Goldenen Dachl

Die Herzog-Friedrich-Straße war bis in die Neuzeit die bedeutendste Innsbrucker Straße, durch die der gesamte Verkehr von Süden (Wilten, Brenner) zur Innbrücke (bis Ende des 16. Jahrhunderts die einzige Innquerung im Raum Innsbruck) und weiter ins Ober- und Unterinntal floss.
Insbesondere der Platz vor dem Goldenen Dachl diente häufig für öffentliche Darbietungen und Kundgebungen. Zur Zeit Kaiser Maximilians fanden auf dem Platz Turniere und Aufführungen statt, die er vom Goldenen Dachl aus beobachtete. 1536 wurde hier Jakob Hutter, der Anführer der Tiroler Täufer, als „Ketzer“ auf dem Scheiterhaufen verbrannt, woran heute eine Gedenktafel erinnert. Bei den Olympischen Winterspielen 1964 und 1976 sowie den Olympischen Jugend-Winterspielen 2012 fanden auf dem Platz die Siegerehrungen statt.
Seit 1460 wurde montags ein Wochenmarkt unter den Lauben der Herzog-Friedrich-Straße abgehalten, der 1679 an den Innrain verlegt wurde. Von 1657 bis 1861, als er in die Maria-Theresien-Straße verlegt wurde, fand jedes Jahr am 5./6. Dezember am Stadtplatz der Nikolausmarkt statt. Seit 1965 gibt es hier den Christkindlmarkt, schon seit den 1930er Jahren wird der Christbaum vor dem Goldenen Dachl aufgestellt.

## Bedeutende Bauten

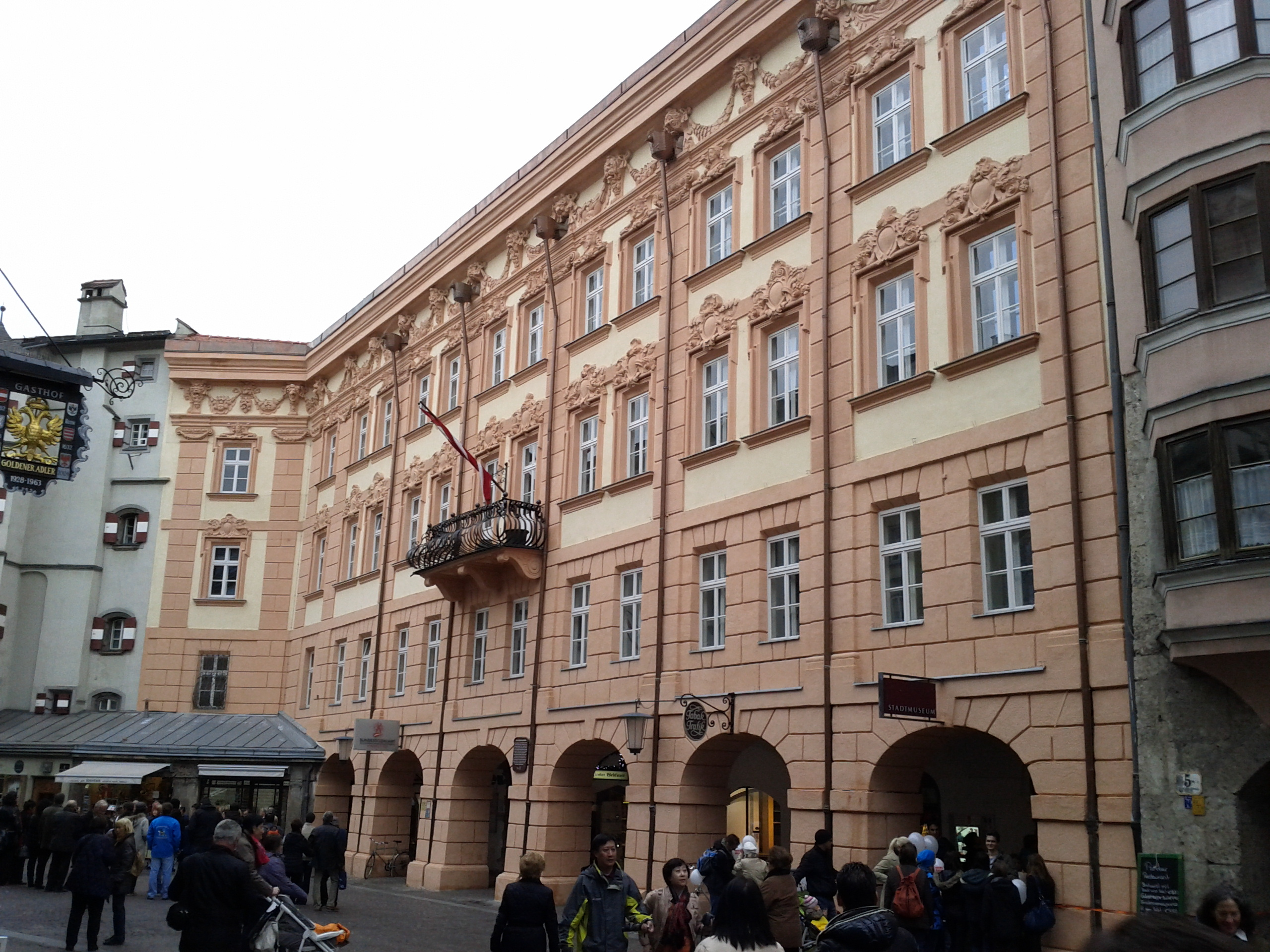
Altes Regierungsgebäude

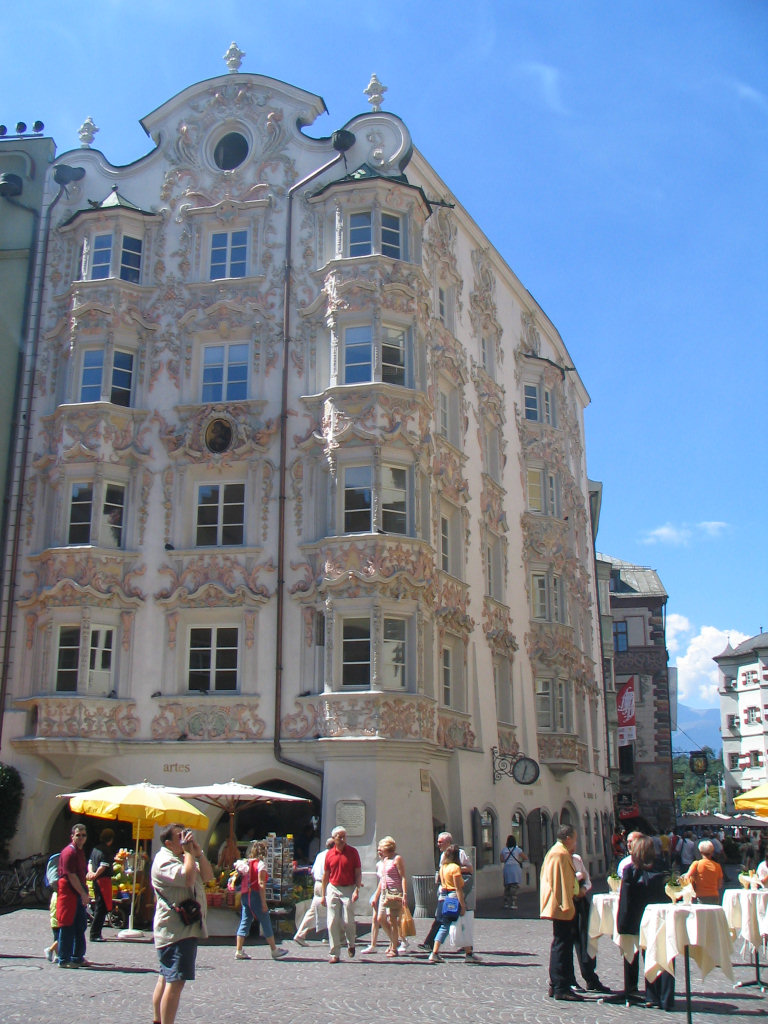
Helblinghaus

- Ottoburg (Nr. 1): Der viergeschoßige spätgotische Wohnturm mit Eckerkern an der Innbrücke wurde in der heutigen Form 1494/95 errichtet.[3]
- Altes Regierungsgebäude (Claudiana, Nr. 3): 1569 ließ Erzherzog Ferdinand II. zwei Gebäude zum Amtsgebäude für die oberösterreichische Regierung umbauen. Nach der Zerstörung beim Erdbeben von 1689 wurde es in barocker Form durch Johann Martin Gumpp den Älteren wieder aufgebaut.[4]
- Hotel Goldener Adler (Nr. 6): Eines der ältesten Gasthäuser Innsbrucks wurde 1390 gegründet und nach dem Brand von 1450 wieder aufgebaut. Zahlreiche bedeutende Persönlichkeiten sind hier abgestiegen.
- Helblinghaus (Nr. 10): Das ursprünglich gotische Bürgerhaus aus dem 15. Jahrhundert wurde um 1725 mit einer üppigen Rokoko-Stuckfassade versehen.
- Neuer Hof (Nr. 15): Aus zwei Bürgerhäusern ließ Friedrich IV. 1420 seine neue Residenz errichten, 1494/96 ließ der spätere Kaiser Maximilian I. einen bestehenden Erker zum Goldenen Dachl umbauen.[5]
- Katzunghaus (Nr. 16): Das 1450 erstmals erwähnte Wohn- und Geschäftshaus hat auffällige Sandsteinreliefs in den Erkerbrüstungen mit Turnier- und Spielleuteszenen aus der Zeit um 1530.[6]
- Altes Rathaus mit Stadtturm (Nr. 21): 1358 wurde ein Bürgerhaus am Stadtplatz zum Rathaus umgebaut, das mehrmals erweitert wurde. Um 1450 wurde der 56 m hohe Stadtturm angebaut.
- Trautsonhaus (Nr. 22): Das 1541 von Georg Türing erbaute Haus ist ein bedeutendes Beispiel für den Übergang von der Gotik zur Renaissance.[6] Der barocke Marmorbrunnen vor dem Haus ist der einzige an der ursprünglichen Stelle erhaltene Stadtbrunnen.[7]
- Altes Landhaus (Nr. 29): Das 1572 urkundlich als Gasthaus belegte Gebäude wurde 1613 von den Tiroler Landständen angekauft und diente als erstes ständiges Tiroler Landhaus, bis 1666 der Neubau in der Neustadt (Maria-Theresien-Straße) errichtet wurde.[8]

## Ansichten

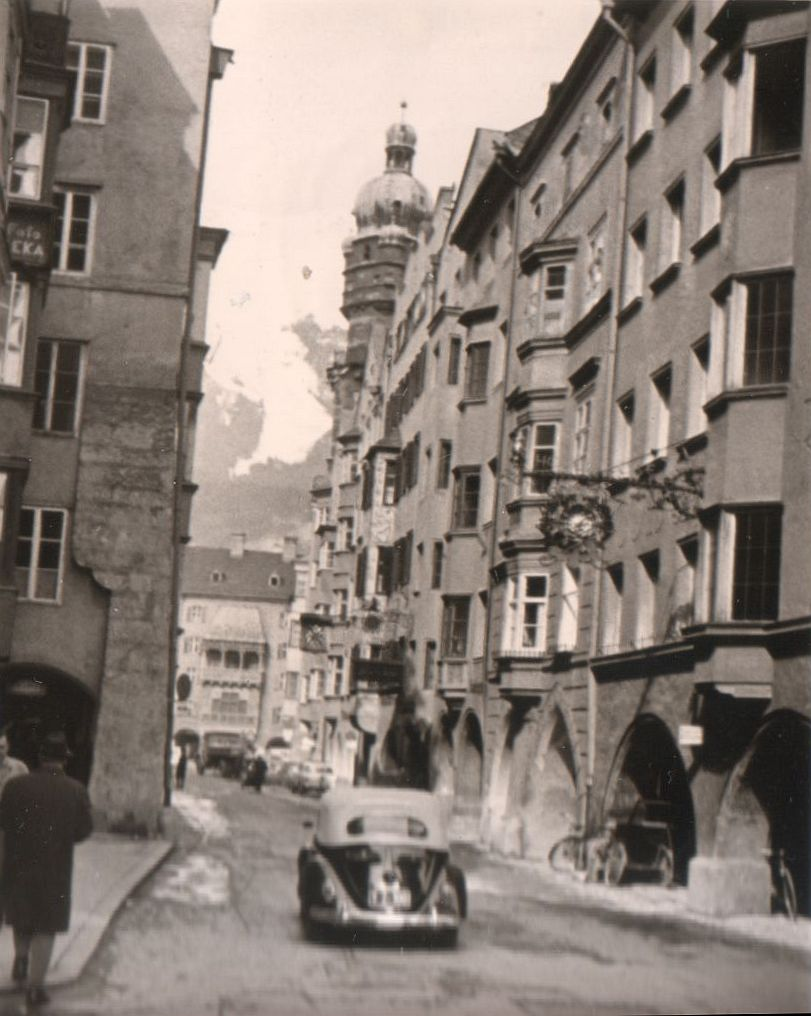
Die Herzog-Friedrich-Straße 1963 noch mit Autoverkehr
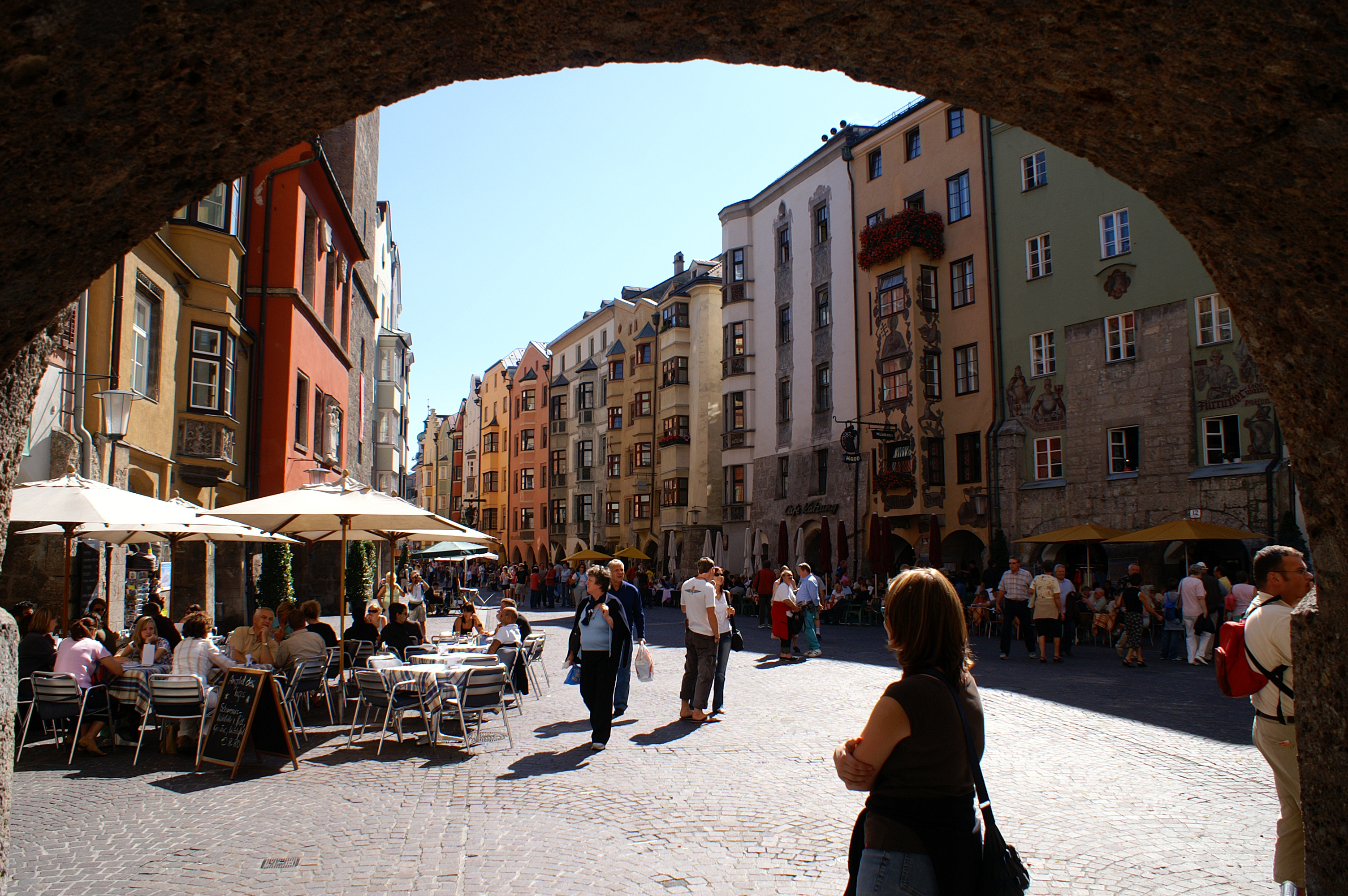
Blick vom Goldenen Dachl Richtung Süden in die Herzog-Friedrich-Straße
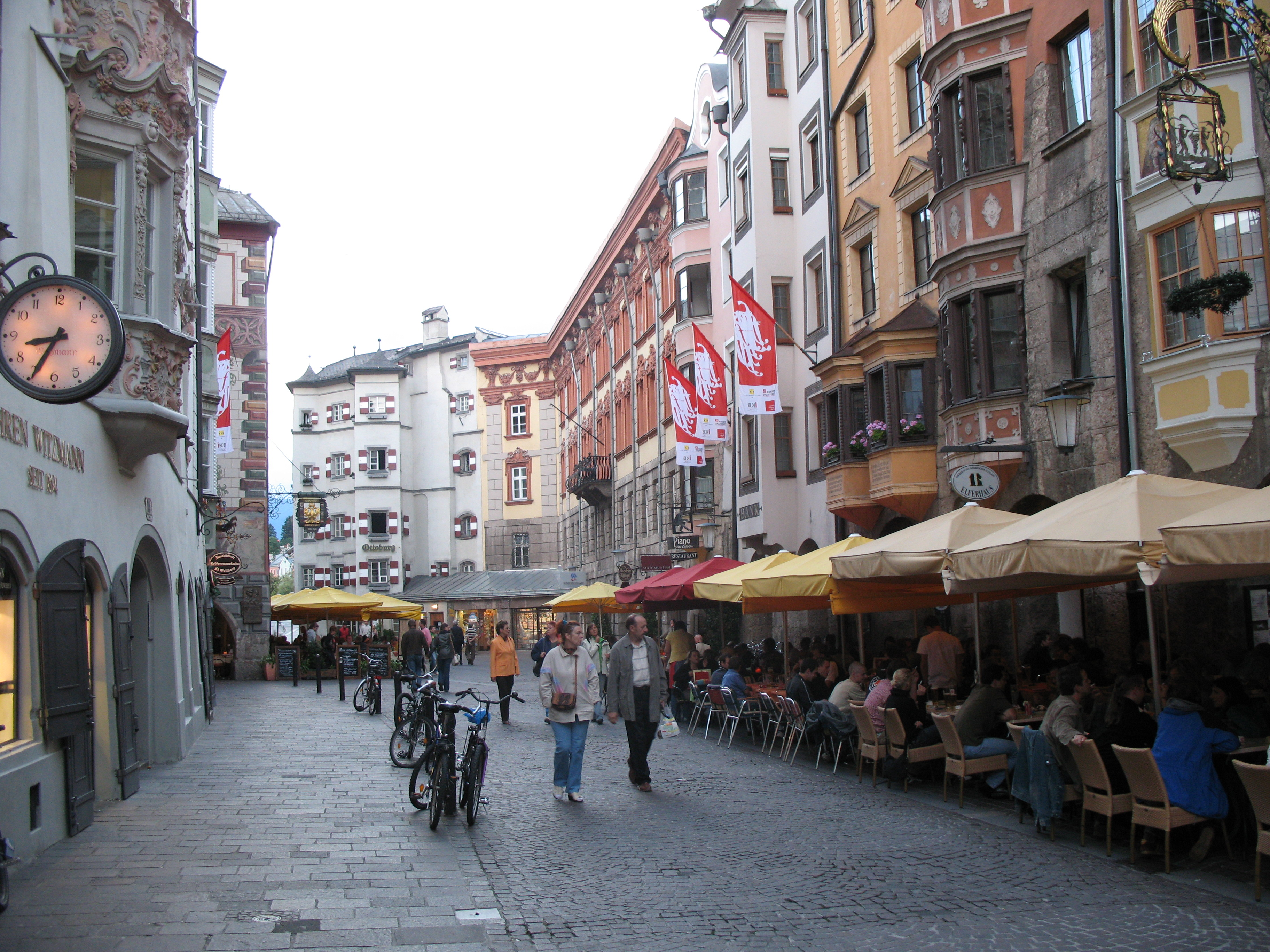
Blick Richtung Westen zur Ottoburg
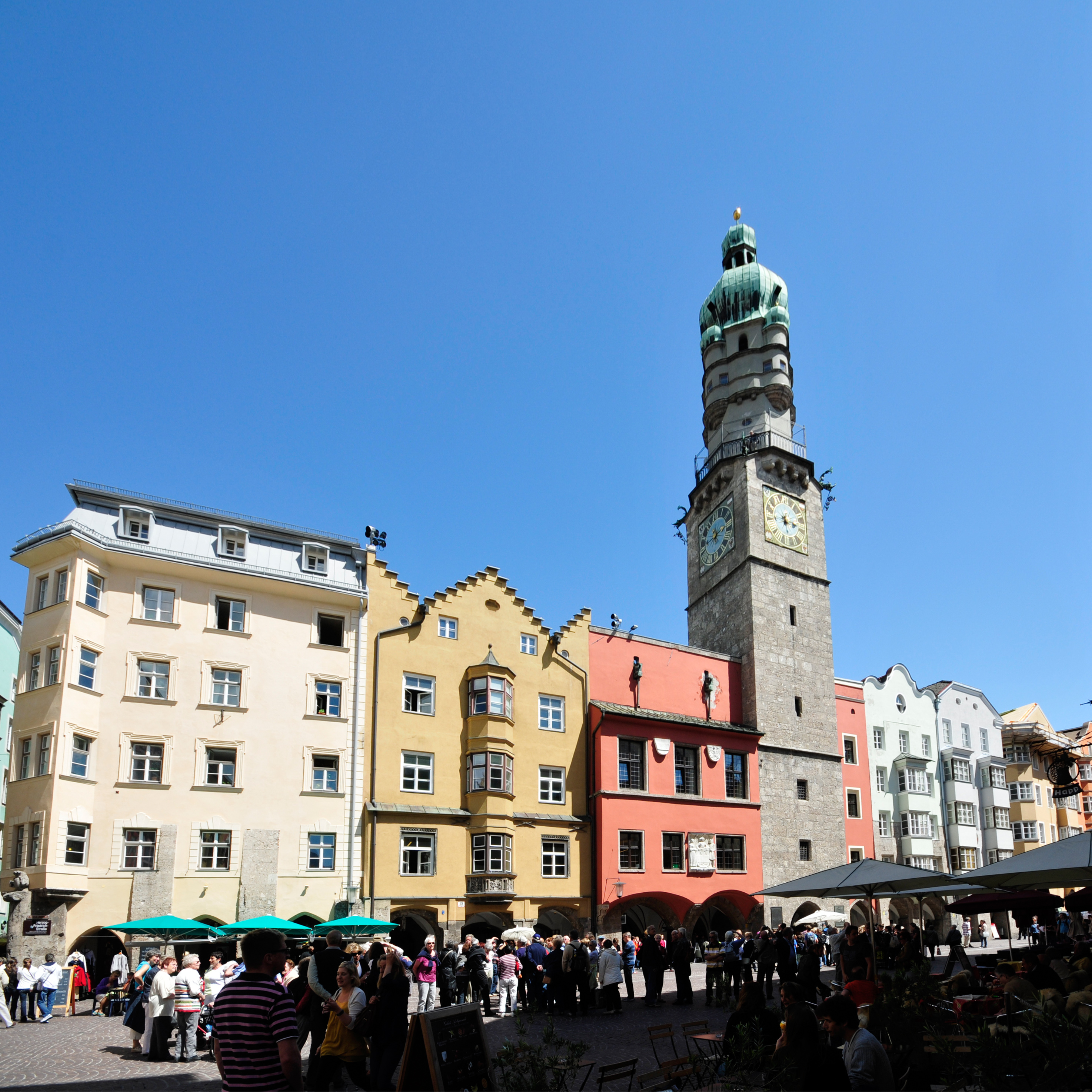
Häuserzeile mit altem Rathaus und Stadtturm
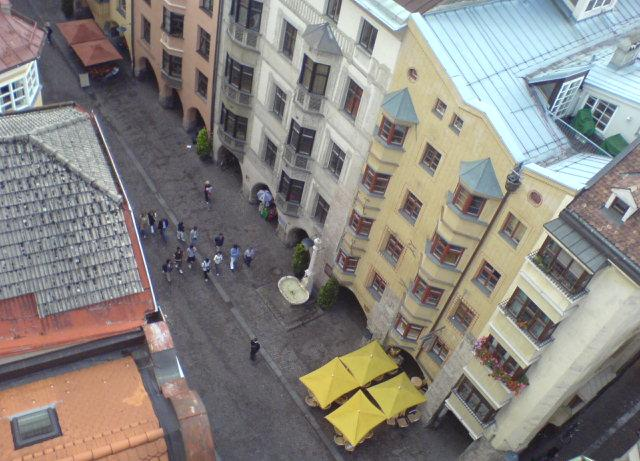
Blick vom Stadtturm in die Herzog-Friedrich-Straße
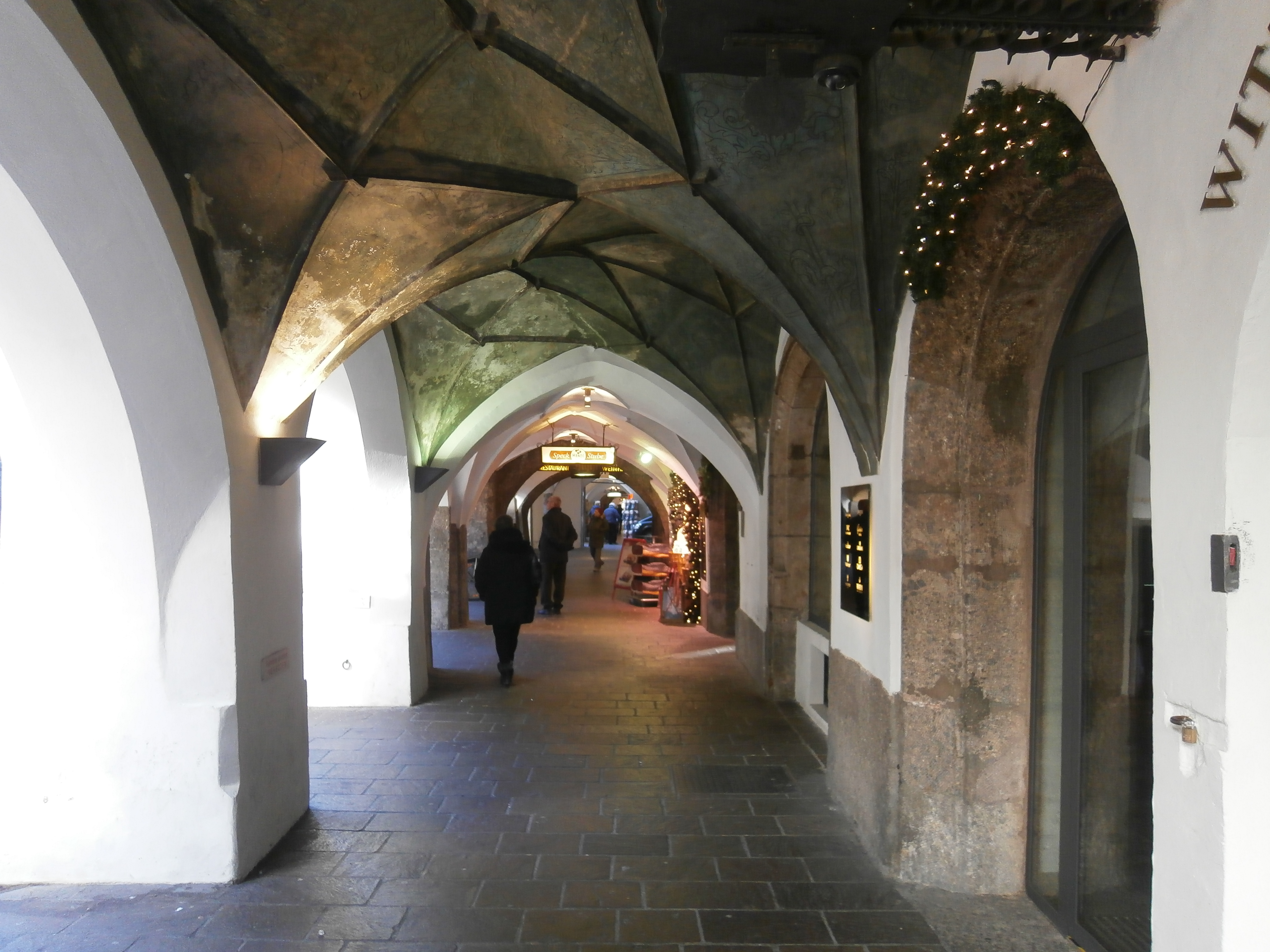
unter den Lauben